# Blocage de Wikipédia en Turquie

Le logo affiché par Wikipédia en turc à la suite du blocage, avec une barre de censure sur le texte.

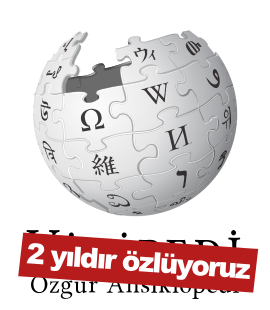
Le logo affiché par Wikipédia en turc après le deuxième anniversaire du blocage, avec le message 2 yıldır özlüyoruz (en français : vous nous manquez depuis deux ans).

Le blocage de Wikipédia en Turquie est l'impossibilité pour tous les internautes de Turquie d’accéder à une quelconque version de l’encyclopédie numérique en ligne du 29 avril 2017 au 15 janvier 2020, la Turquie accusant Wikipédia de participer à une campagne de dénigrement du pays.
Le blocage survient dans un contexte politique marqué par une tentative de coup d’État en 2016 puis des purges politiques en 2016 et 2017. Il suit de peu un référendum constitutionnel qui vise à concentrer et élargir les pouvoirs présidentiels et dont les résultats, favorables au président en place, sont contestés. Antérieurement, Wikipédia avait fait l'objet de blocages partiels de la part des autorités turques.
Le 26 décembre 2019, après près de trois ans de blocage, la Cour constitutionnelle turque juge que ce blocage est illégal et constitue une violation de la liberté d’expression protégée par la Constitution. La décision est publiée dans le journal officiel le 15 janvier 2020, jour durant lequel l'Autorité des technologies de communication et d'information lève techniquement le blocage.

## Contexte

### Conjoncture politique turque
Le blocage des accès au site encyclopédique s'inscrit dans le contexte général de la période de purges politiques ouverte par la tentative de coup d'État de 2016. C'est, plus précisément, l'un des éléments d'une vague de mesures prises à la suite des mouvements de contestation suscités par le résultat du référendum constitutionnel du 16 avril 2017, qui a approuvé à une majorité de 51,4 % un renforcement des pouvoirs présidentiels. Ces mesures constituent, selon les termes du Monde, « une étape supplémentaire dans la censure et la répression ».
Le même jour que le blocage de l'accès à Wikipédia, marquant sous une autre forme une réduction de l'espace d'expression, un décret pris en vertu de l'état d'urgence en vigueur depuis le coup d'État manqué interdit les émissions télévisées et radiophoniques de rencontres amoureuses. Les partisans de l'AKP au pouvoir appelaient de leurs vœux cette mesure, au nom de l'intérêt général et de la protection de l'institution familiale. Le vice-Premier ministre Numan Kurtulmuş avait annoncé au mois de mars qu'elle était en préparation.
Dans le même temps, un deuxième décret révoque 3 974 fonctionnaires nommément désignés, dont un quart environ dépendant du ministère de la Justice et un autre de l'armée. En outre, près de 500 universitaires sont limogés de leurs emplois dans les institutions officielles. Ces mesures suivent de près une précédente purge dirigée contre les partisans présumés du prédicateur Fethullah Gülen, considéré par le gouvernement comme le responsable de la tentative de coup d'État ; purge qui s'était traduite, le 26 avril, par l'arrestation d'un millier de personnes et la suspension de plus de 9 100 policiers. Au total, au moment des faits, plus de 100 000 employés de la fonction publique en ont été exclus depuis l'été 2016.

### Situation d'Internet en Turquie
| Année | 2004  | 2005  | 2006  | 2007  | 2008  | 2009  | 2010  | 2011  | 2012  | 2013  | 2014  |
| ----- | ----- | ----- | ----- | ----- | ----- | ----- | ----- | ----- | ----- | ----- | ----- |
| %     | 14,58 | 15,46 | 18,24 | 28,63 | 34,37 | 36,40 | 39,82 | 43,07 | 45,13 | 46,25 | 51,04 |

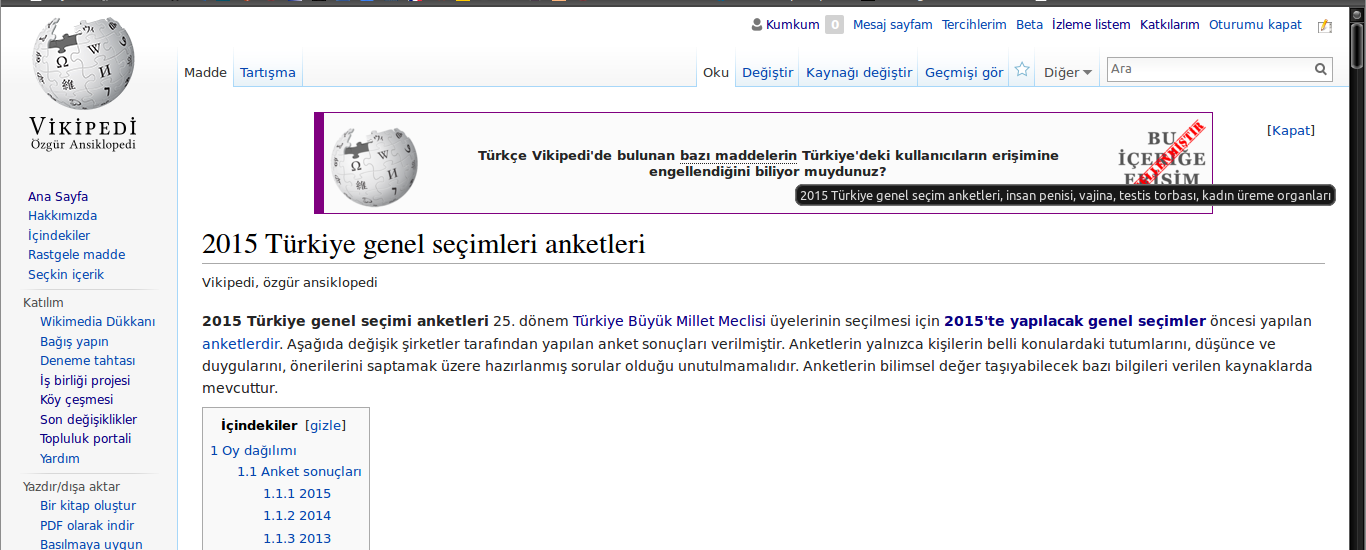
Capture d'écran de Wikipédia en turc en juin 2015, affichant un bandeau de protestation contre la censure.

Le pourcentage d'internautes dans la population turque a fortement progressé de 2004 à 2014, passant de 14,58 % à 51,04 %. Le droit de l'Internet est régi dans le pays par la Loi no 5651, aussi appelée « Loi sur la réglementation des publications sur Internet et la prévention des crimes commis par le biais de telles publications », adoptée en 2007 puis renforcée par plusieurs amendements.
Censée initialement s'appliquer aux litiges de propriété intellectuelle, la loi autorise à bloquer l'accès à un site ou à faire supprimer un contenu sans attendre la décision d'un juge, lorsque peut être invoquée la protection de l'ordre public ou de la sécurité nationale. Les autorités ont bloqué à plusieurs reprises l'accès aux réseaux sociaux populaires en Turquie, comme Facebook et Twitter, à l'occasion de manifestations d'opposition au régime, ou pour contrer la diffusion d'informations sur la corruption, ou lors d'attaques terroristes.
En 2011, l'association Reporters sans frontières estime à plus de 7 000 le nombre de sites internet bloqués. Le site YouTube, pour sa part, est bloqué pendant près de trois ans. Au 6 mars 2016, en 8 ans d'application de la loi, ce serait au total 67 818 sites qui auraient été bloqués, dont YouTube, Vimeo, Twitter, Dailymotion, Blogger et Wordpress.

### Situation de Wikipédia
Versions de Wikipédia consultées en Turquie (février 2017)
- en turc (79,3 %)
- en anglais (17 %)
- autres (2,6 %)
- en arabe (1,1 %)

Avec environ 80 % des consultations, l'édition de Wikipédia en langue turque est de très loin la plus utilisée dans le pays, Wikipédia en anglais représentant l'essentiel du cinquième restant. Parmi les autres éditions, seule Wikipédia en arabe dépasse 1 %.
Auparavant, le site n'avait fait l'objet que de restrictions d'accès partielles. Il était ainsi apparu en novembre 2014 que les articles en turc sur le vagin et le pénis humain n'étaient plus accessibles aux utilisateurs du principal fournisseur d'accès national, TTNET (en) : celui-ci en avait rejeté la responsabilité sur l'administration de tutelle, qui avait de son côté nié toute intervention.
La Turquie n'est pas le seul pays où Wikipédia fait l'objet de l'attention des gouvernants : le site de l'hebdomadaire Le Vif relève ainsi que quelques jours après le blocage turc, les autorités chinoises annonçaient pour 2018 le lancement de leur propre encyclopédie en ligne, reprenant une démarche que la Russie avait envisagée en 2014.

## Déroulement

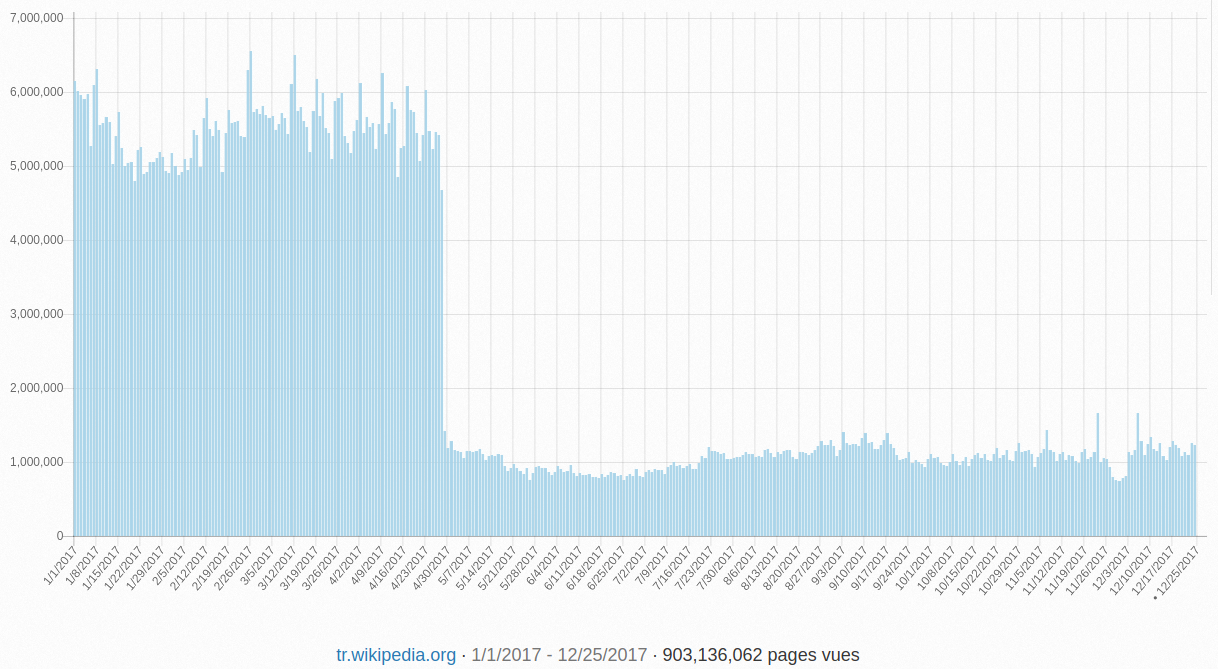
Évolution des consultations de Wikipédia en turc de début février à début mai 2017, montrant une chute d'environ 80 % à partir du 29 avril.

### Mise en place du blocage
Le matin du 29 avril 2017, le groupe de surveillance Turkey Blocks (en) rapporte qu'une ordonnance administrative provisoire bloque l'accès à toutes les éditions linguistiques de Wikipédia en Turquie.
Reuters et la BBC rapportent ensuite que les autorités turques ont bloqué l'accès à Wikipédia dans tout le pays depuis 5 heures GMT. Techniquement, cʼest lʼAutorité des technologies de communication et d'information qui a appliqué le blocage sur tout le territoire turc par lʼintermédiaire de ses 7 agences régionales. Aucune raison n'est donnée par les autorités turques de l'information : 
« After technical analysis and legal consideration based on the Law Nr. 5651 (governing the internet)], an administrative measure has been taken for this website,. »
« Après une analyse technique et des considérations légales[Information douteuse] basées sur la loi 5651 (régissant internet), une mesure administrative a été prise pour ce site. »

### Annonce des motifs
Voice of America rapporte que les médias turcs ont expliqué que le blocage était le résultat de contenus reliés au terrorisme (terror-related content). Se référant à un courrier électronique du ministère des Transports, des Affaires maritimes et de la Communication, l'agence turque Anadolu Agency rapporte que le blocage était dû à des articles et des commentaires alléguant que la Turquie serait proche de groupes terroristes. Le ministère déclare : « au lieu de se coordonner contre le terrorisme […] une partie des sources d'information mènent une campagne de dénigrement de la Turquie dans l'arène internationale (Instead of coordinating against terrorism, it has become part of an information source which is running a smear campaign against Turkey in the international arena. »

### Suites
Selon la BBC, le journal turc Hurriyet rapporte qu'Ankara a demandé à Wikipédia de retirer le contenu jugé offensant, ajoutant que l'accès serait rétabli si elle acceptait de satisfaire aux demandes turques. Plus tard, dans la même journée, la mesure administrative est validée par un jugement de la première chambre criminelle d'Ankara bloquant Wikipédia à titre de mesure de protection.
La Turquie demande que les sites internationaux prennent des mesures afin d'avoir des bureaux dans le pays, qu'ils respectent les lois internationales, qu'ils respectent les décisions judiciaires et qu'ils ne prennent pas part à une quelconque campagne de dénigrement en Turquie.
La Wikimedia Foundation, l'institution de support de Wikipédia, estime qu'il est de son devoir de garder le site consultable en Turquie et pousse à un examen juridique de la décision. Le 5 mai 2017, la justice turque refuse le recours de la fondation. Les autorités turques demandent la suppression de certains articles pour lever le blocage de Wikipédia.
Les utilisateurs indiquent qu'ils ne peuvent accéder à Wikipédia que grâce à des outils tels qu'un VPN,.

### Actions juridiques et déblocage
En mai 2019, considérant le silence de la Cour constitutionnelle turque, la fondation Wikimédia décide de saisir la Cour européenne des droits de l'homme (CEDH) pour débloquer l'encyclopédie,. En juillet 2019, la Cour européenne décide d'accélérer le traitement de l'affaire, comme le lui permet sa politique de priorisation adoptée en 2009, reconnaissant l'importance du cas. Plusieurs jours plus tard, en août 2019, la cour demande à la Turquie de justifier le blocage pour prouver sa conformité avec la Convention européenne des droits de l'homme d'ici fin octobre.
La Cour constitutionnelle annonce le 11 septembre 2019 qu'elle va examiner l'appel de la fondation Wikimédia, qui l'avait saisi en mai 2017 à la suite de l'échec des discussions avec les autorités et des requêtes auprès des tribunaux de première instance. Fin octobre, la CEDH accorde un délai supplémentaire de six semaines à la Turquie pour justifier l'entrave à la consultation de Wikipédia. Le 25 novembre 2019, la commissaire aux droits de l'homme du Conseil de l'Europe, Dunja Mijatović, partage ses observations et estime que le blocage n'est pas compatible avec l'article 10 de la Convention européenne des droits de l'homme qui protège la liberté d'expression,.
Un mois plus tard, le 26 décembre 2019, la plus haute cour juge à la majorité — 10 à 6 — que le blocage est illégal, car il constitue une violation de la liberté d’expression protégée par la 26e clause de la Constitution,,. La Cour constitutionnelle doit envoyer sa décision écrite à l'Autorité des technologies de communication et d'information turque qui s'occupe du blocage et les articles qui ont provoqué le blocage resteront en ligne. Cependant, le blocage reste actif les jours qui suivent, d'après le professeur de droit Yaman Akdeniz à l'Université Bilgi d'Istanbul, l'autorité compétente souhaitant attendre d'avoir accès à la décision écrite,. Selon Nate Schenkkan, directeur de recherche à l'organisation non-gouvernementale Freedom House, ce cas confirmerait la tendance observée en Turquie de « l'affaiblissement de l'État de droit », puisque des tribunaux de première instance « attendraient des signaux politiques sur des questions controversées au lieu d'appliquer les décisions ». Le 10 janvier 2020, le ministre de la Justice Abdulhamit Gül confirme que l'encyclopédie sera débloquée quand la décision motivée de la Cour constitutionnelle sera révélée et affirme que « le pouvoir judiciaire ne reçoit jamais d'ordres »,.
Quelques jours plus tard, le 15 janvier, la décision motivée est publiée dans le journal officiel et les autorités débloquent l'accès aux internautes turcs,. La Cour constitutionnelle statue que « bloquer l'accès au site Wikipédia n'était pas conforme aux exigences de l'ordre social démocratique » puisque les autorités n'ont pu justifier la nécessité de restreindre l'accès à Wikipédia. Elle pointe du doigt l'absence d'enquêtes ou d'audiences des auteurs des informations controversées. Aussi l'assemblée rappelle-t-elle qu'à cause de son fonctionnement, l'encyclopédie peut contenir « des informations subjectives et être utilisée à des fins malveillantes » et que même si elle n'était plus accessible, toutes les sources référencées restaient, elles, disponibles en ligne. Enfin, elle note que depuis le début du blocage, plusieurs articles se sont vus être modifiés, voire supprimés.

## Réactions

### Sur les réseaux sociaux
D'après New Delhi Television Limited (NDTV), la décision de blocage a provoqué de fortes réactions sur les réseaux sociaux. Dans un tweet, le cofondateur de Wikipédia, Jimmy Wales, a apporté son soutien à ceux qui voient dans la décision de blocage une censure, estimant que : 
« Access to information is a fundamental human right. Turkish people I will always stand with you to fight for this right,,. »
« L'accès à l'information est un droit humain fondamental. Peuple turc je serai toujours à vos côtés pour lutter pour ce droit. »

### En Turquie

#### Annulation d'une invitation faite à Jimmy Wales
Le 2 mai 2017, la municipalité d'Istanbul retire le nom de Jimmy Wales, un des fondateurs de Wikipédia, de la liste des invités à l'exposition mondiale des villes, devant se tenir à Istanbul du 15 au 18 mai. Wales espérait cependant participer malgré le blocage de Wikipédia, déclarant : 
« I am looking forward to the visit. Istanbul is one of my favorite cities,. »
« J'attends cette visite avec impatience. Istanbul est l'une des villes que je préfère. »

#### Critiques du blocage
Les parlementaires du Parti républicain du peuple ont critiqué le blocage estimant qu'il mettait « la Turquie au même niveau que la Corée du Nord » ; Barış Yarkadaş estime, quant à lui, que le blocage constitue « une censure et une violation du droit à l'information ».